# Edmond-Gustave Dupont
Edmond-Gustave Dupont, francoski general, * 1886, † 1957.